# Виправно-трудовий табір

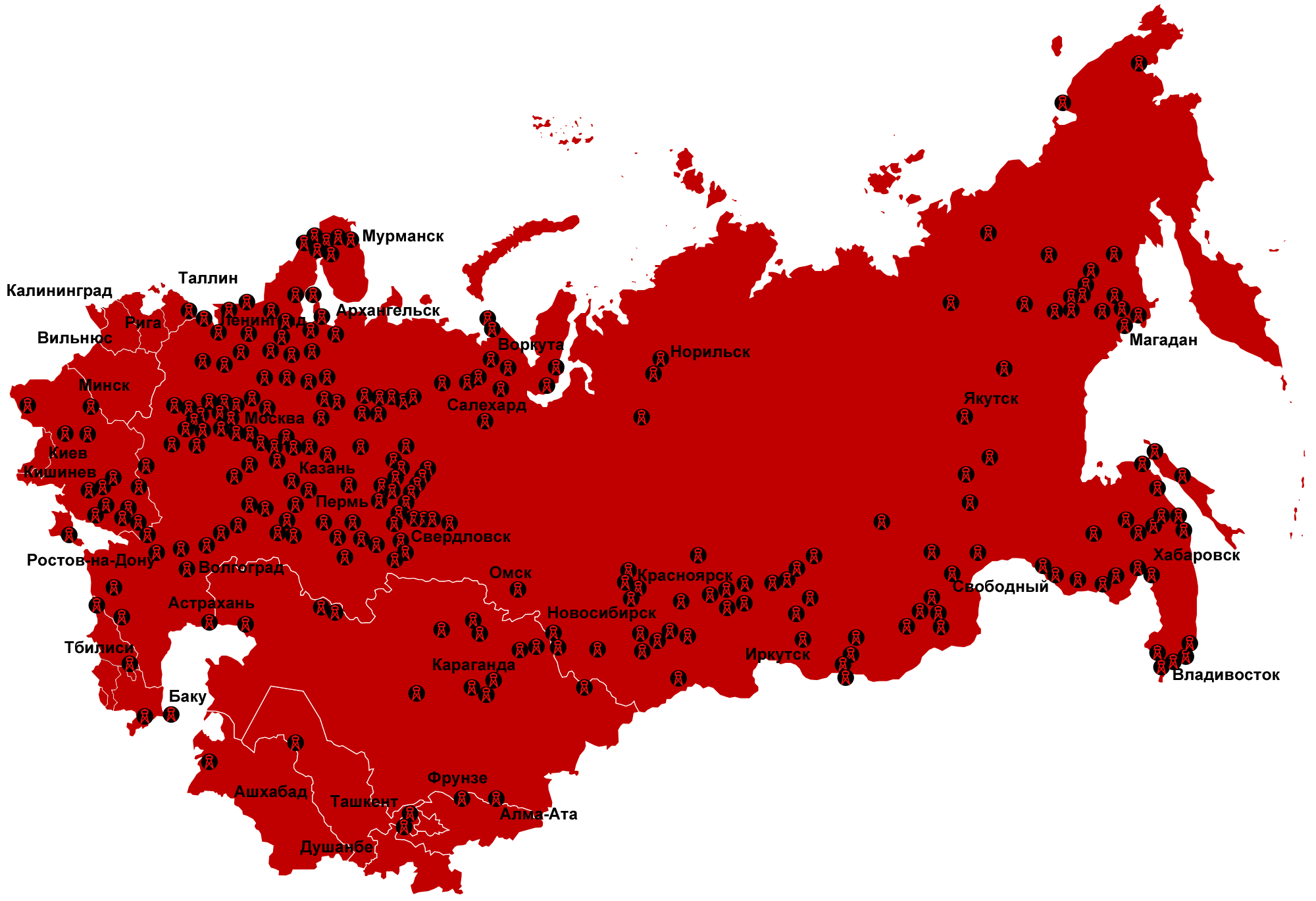
Інтегральна карта таборів системи ГУЛаг, що існували з 1923 по 1967 роки, на підставі даних правозахисного товариства «Меморіал»

Виправно-трудовий табір (ВТТ) — вид пенітенціарної установи, що існував у СРСР.

## Історія
11 липня 1929 року постановою Ради народних комісарів СРСР «Про використання праці кримінально-ув'язнених» створювалися дві паралельні структури місць позбавлення волі: у веденні ОГПУ СРСР і у веденні республіканських НКВС. Основу першої структури становили виправно-трудові табори для засуджених до позбавлення волі на термін понад три роки, а другий структура включала місця позбавлення волі для осіб, засуджених на строк до трьох років, для утримання яких слід було організувати сільськогосподарські і промислові колонії (виправно-трудові колонії, ВТК).
Основи кримінального законодавства Союзу РСР і союзних республік 1958 року визначали ВТК загального, посиленого, суворого та особливого режимів, а також колонії-поселення. 
З 1 січня 1997 року ВТК були перейменовані у виправні колонії (ВК). 